# Kaneelstuitdikbekje
Het kaneelstuitdikbekje (Sporophila torqueola) is een zangvogel uit de familie Thraupidae (tangaren). De soort werd in 1850 door Karel Lucien Bonaparte als Spermophila torqueola beschreven.

## Verspreiding en leefgebied
Deze soort telt twee ondersoorten:
- S. t. atriceps: zuidelijk Baja California en westelijk Mexico.
- S. t. torqueola: centraal en zuidwestelijk Mexico.

De ondersoort,  S. t. morelleti  is afgesplitst als aparte soort: morelets dikbekje  met als ondersoorten S. m. sharpei en  S. m. mutanda.